# Panagiotis Kone
Panagiotis Giorgios Kone - em grego, Παναγιώτης Γιώργος Κονέ (Tirana, 26 de julho de 1987) - é um futebolista grego nascido na Albânia que atua como meia. Atualmente, joga pelo Granada.

## Carreira
Kone começou a carreira no AEK Atenas.